# Christoff von Vojkffy
Christoff von Vojkffy (vollständiger Name: Christoff Graf Vojkffy von Voikovic, Vorname auch Christoph und Christof, er selbst unterschrieb einfach mit Christoph Vojkffy oder C. Vojkffy; * 29. November 1879 in Oroslavje; † 18. März 1970 auf Schloss Zeil bei Reichenhofen) war ein Adliger und Amateurarchäologe, der sich Verdienste in der Erforschung der Urgeschichte Bayerns erwarb. Er war der Finder der Venus von Mauern und gilt als Pionier der Steinzeitforschung der Allgäuer Alpen.S. 19

## Leben
Christoffs Vater Janko, Graf Vojkffy hatte Anfang 1879 Pauline, Gräfin Fugger aus dem Haus der Fürsten Fugger von Babenhausen geheiratet. Das junge Paar wohnte anfangs im Familienschloss derer von Vojkovic in Oroslavje. Oroslavje, 40 km nördlich von Zagreb im heutigen Kroatien, gehörte damals zum ungarischen Teil der österreichisch-ungarischen Monarchie. Ende 1879 kam Christoff auf die Welt. Vater Janko verlor seinen Besitz beim Glücksspiel und die Familie zog nach Klagenfurt. Christoffs Schwester Janka kam 1881 dort zur Welt, 1883 Bruder Hubert. Die Mutter Paula brachte sich 1886 mit 39 Jahren um. Sie erlebte die Fertigstellung des heute noch bestehenden „Palais Fugger“ am Theaterplatz nicht mehr, das ihr Vater für die verarmte Familie erbauen ließ und das anschließend wieder verkauft wurde.
Nach dem Tode des Vaters 1897 wuchsen die drei Kinder in Karlovac in Kroatien und bei ihrem Großvater in Bayern auf. Christoff erhielt nach der Tradition der gräflichen Familie Vojkovic eine militärische Ausbildung. Ein aufgenommenes Studium führte er nicht zu Ende. Dabei soll er sich zeitweise in Innsbruck aufgehalten haben.
1906 zog Janka von Vojkffy in das Fuggerhaus in Oberstdorf, das ihr Onkel Fürst Karl Fugger von Babenhausen 1892 auf dem Fugger-Areal nach Plänen von Leonhard Romeis im Allgäuer Landhausstil als Sommerhaus hatte erbauen lassen. Christoff kam 1915 als Untermieter zu seiner Schwester, wurde aber noch im gleichen Jahr als Korporal zum 53. k.u.k. Infanterie-Regiment nach Zagreb eingezogen. Kurzzeitig diente er auch im 25. Kgl. Ungarischen Honved Infanterie-Regiment. Das Kriegsende erlebte er als Kompanie-Kommandant der Maschinen-Gewehr-Kompanie in Südtirol.
Christoff und Janka, die ihn zeitlebens unterstützte, lebten im Fuggerhaus bis 1935, als die Erben ihres Onkels das Haus an den Markt Oberstdorf verkauften. Sie bezogen dann ein anderes Haus der Familie Fugger und übersiedelten 1946 von Oberstdorf nach Schloss Oberndorf, nördlich von Augsburg. Die beiden zogen in den folgenden Jahren von einem Schloss zum anderen, wohnten teilweise innerhalb eines Monates an verschiedenen Plätzen. Schließlich kam Janka 1957 nach Dillingen an der Donau, wo sie ihren Lebensabend verbrachte und am 25. Februar 1968 starb. Sie wurde in Oberndorf im Familiengrab beerdigt.
Ab 1961 hielt sich Christoff von Vojkffy als Gast des Grafen von Waldburg-Zeil auf Schloss Zeil bei Reichenhofen (Allgäu) auf. Mit Christoff starb 1970 das letzte männliche Mitglied der Familie von Vojkovic und wurde auf dem Friedhof Reichenhofen-Unterzeil bestattet.

## Ausgrabungen
Christoff von Vojkffy war archäologisch überaus interessiert und betätigte sich mit Erfolg an all seinen Wohnorten und darüber hinaus, wenn es ihm gelang, sich an anderen Projekten zu beteiligen.

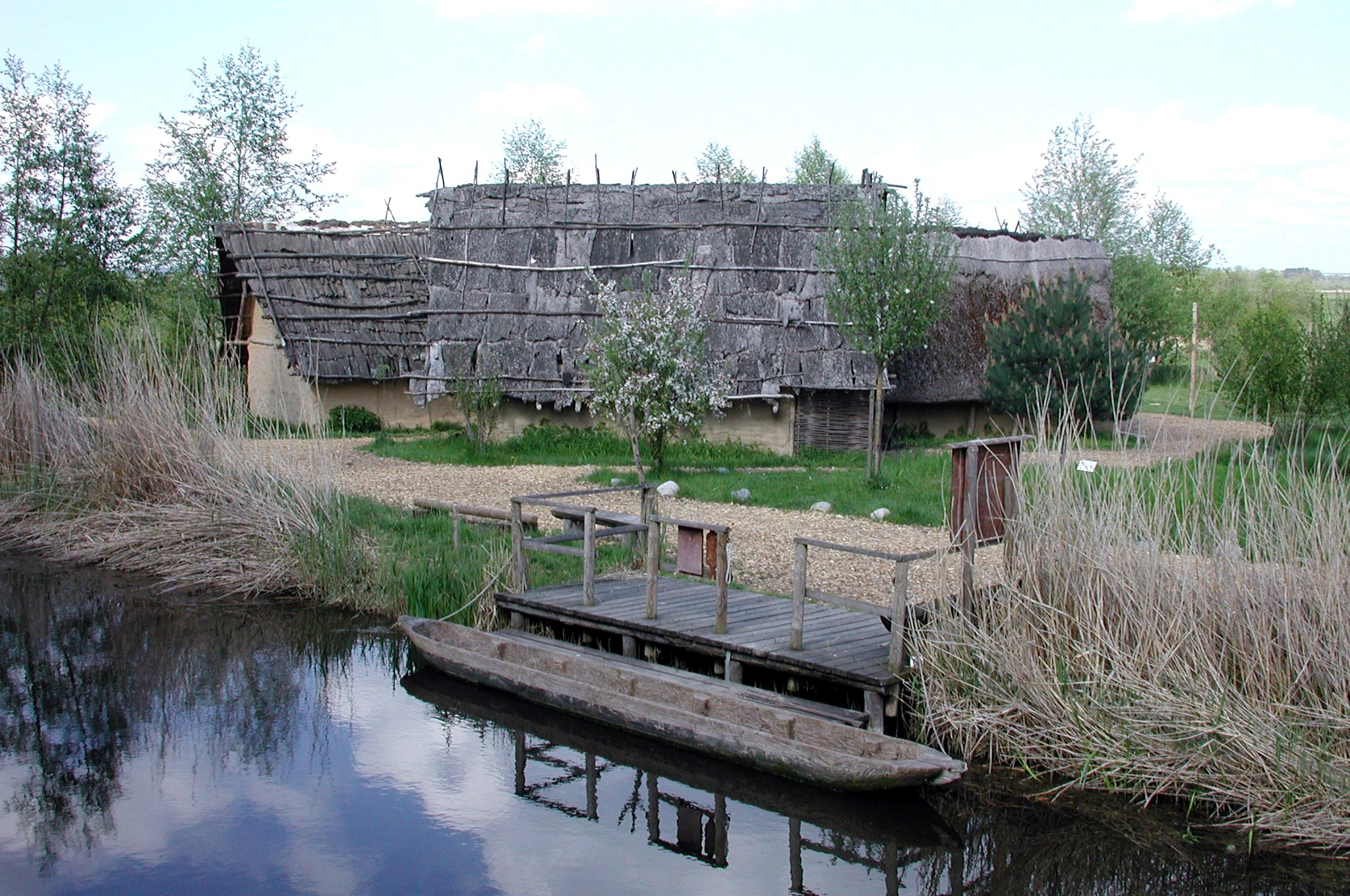
Federsee Moordorf

### Federsee
Angeregt durch den Kontakt zu Archäologen, die am Federsee in Oberschwaben Ausgrabungen durchführten, begann Vojkffy selbst zu suchen und fand steinzeitliche Geräte, viele davon aus rotem und grünem Radiolaritgestein.S. 15

### Oberstdorf
Danach erforschte er systematisch seine nähere Umgebung, das Oberstdorfer Gemeindegebiet, und entdeckte zahlreiche steinzeitliche Wohnplätze. An mehreren Stellen (am Faulenbach, Wannenbichel, Schlattbichel, Schrattenwang, Plattenbichel, First, an der Schöllanger Burg und an der Ochsenwand) fand er knapp 700 Steinwerkzeuge aus heimischem Radiolaritgestein. Radiolarit ist im Oberallgäu auch unter dem Namen Breitachstein bekannt und wird als Schmuckstein verarbeitet. Von den vielen Schmal- und Breitklingen, Kratzern und Sticheln fertigte er sorgfältige Skizzen an.
Mit dem Fundort Ochsenwand (Jehlefelsen) nahe dem kleinen Dorf Tiefenbach hatte Vojkffy besonderen Erfolg. Er konnte hier mit den Archäologen Eduard Peters und Ferdinand Birkner 1936/37 unter einer überspringenden Felswand ein steinzeitliches Jägerlager ausgraben und auswerten. Birkner, der damals als Kenner der Mittelsteinzeit galt, zog außerdem Geologen und Biologen zur Grabung hinzu, wobei die Ergebnisse der Fachleute widersprüchlich und verwirrend waren: Die Geologen ordneten das Lager gemäß den Bodenverhältnissen der letzten Zwischeneiszeit zu. Die Biologen dachten nach den Pollenuntersuchungen eher an die Bronzezeit. Die Archäologen lagen mit ihrer vermuteten Mittelsteinzeit zwar richtig, hielten aber eine Besiedlung des Oberstdorfer Talbeckens in dieser Zeit für zu früh und unmöglich. Vojkffy fand schließlich zur Interpretation einen Ausweg. Er nahm ein in seiner Entwicklung stehengebliebenes Volk an, ähnlich den auf Steinzeitniveau lebenden Bevölkerungsminderheiten im Urwald von Neuguinea oder im Amazonasgebiet.S. 16–17

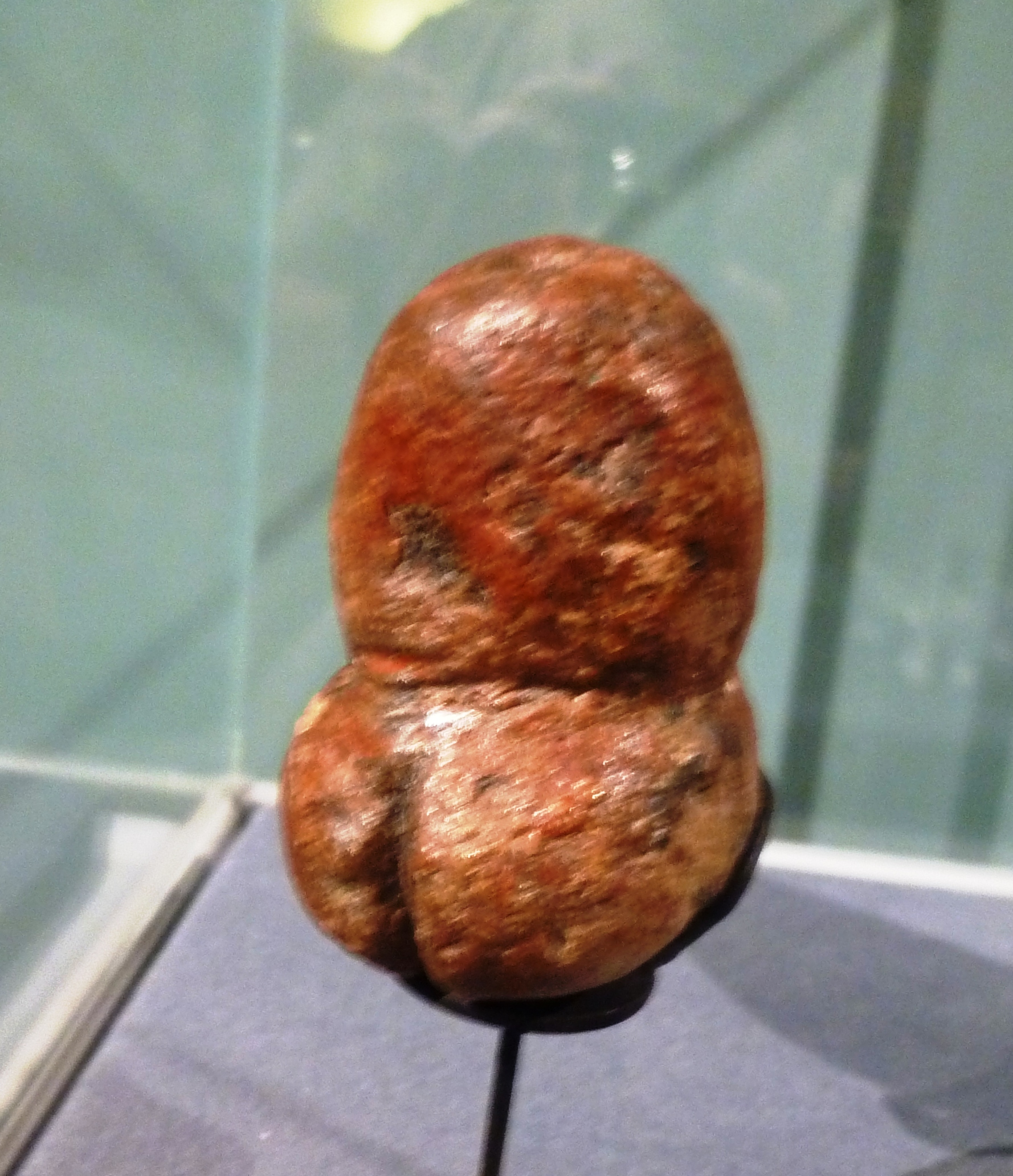
Die Venus von Mauern

### Weinberghöhlen bei Rennertshofen-Mauern
1936/37 erreichte es Vojkffy, zu der Erforschung der Weinberghöhlen bei Rennertshofen-Mauern im Landkreis Neuburg-Schrobenhausen hinzugezogen zu werden. Das Projekt lief unter Himmlers Sonderorganisation Forschungsgemeinschaft Deutsches Ahnenerbe. Allerdings war der adlige Vojkffy den Nationalsozialisten suspekt, die zuerst den von ihm ausgesuchten Grabungsleiter Robert Rudolf Schmidt durch den friesischen (niederländischen) Nationalisten Assien Bohmers, den Leiter der Archäologischen Abteilung des Ahnenerbes, ersetzten. Bohmers verbot nach einem Monat seinen SS-Arbeitern mit Vojkffy „zu sprechen und irgendwie zu verkehren“. Vojkffy empfand seine Ehre beleidigt und forderte Böhmers – jedoch vergeblich – zum Duell. Der damalige Heimatpfleger für den Gau Schwaben schrieb dem für seine NS-zweckorientierten Ausgrabungen bekannten Geologen des Ahnenerbes SS-Obersturmführer Rolf Höhne: „…Die Gesellschaftskreise die hinter R. R. Schmidt stehen und ihn schieben sind unsere Adelskreise Fugger, Zeil, Öttingen-Wallerstein usw. […] Diese Kreise lehnen aber den nationalsozialistischen Staat und seine Arbeit von Grund auf ab. Ich weiß es aus persönlichen Erfahrungen mit dem Exponenten dieser Kreise Graf Vojkffy …“ Dabei war Vojkffy durchaus bereit, sich mit den Herrschenden zu arrangieren, denn er ließ Schmidt fallen, nannte ihn „einen Schauspieler und Narren“ während er ihn nach dem Krieg in einem Brief an das Bayerische Landesdenkmalamt als „…bekanntlich ein hervorragender Prähistoriker und berühmter Altsteinzeitforscher“ bezeichnete.
Kurz nach dem Krieg nahm Lothar Zotz in Zusammenarbeit mit der Universität Erlangen die Grabungen in den Weinberghöhlen wieder auf. Christoff Vojkffy (nach Zotz „ein begeisterter und unermüdlicher Helfer“) war wieder dabei und fand dort 1948 eine jungpaläolithische Statuette, die er „Rote von Mauern“ taufte.

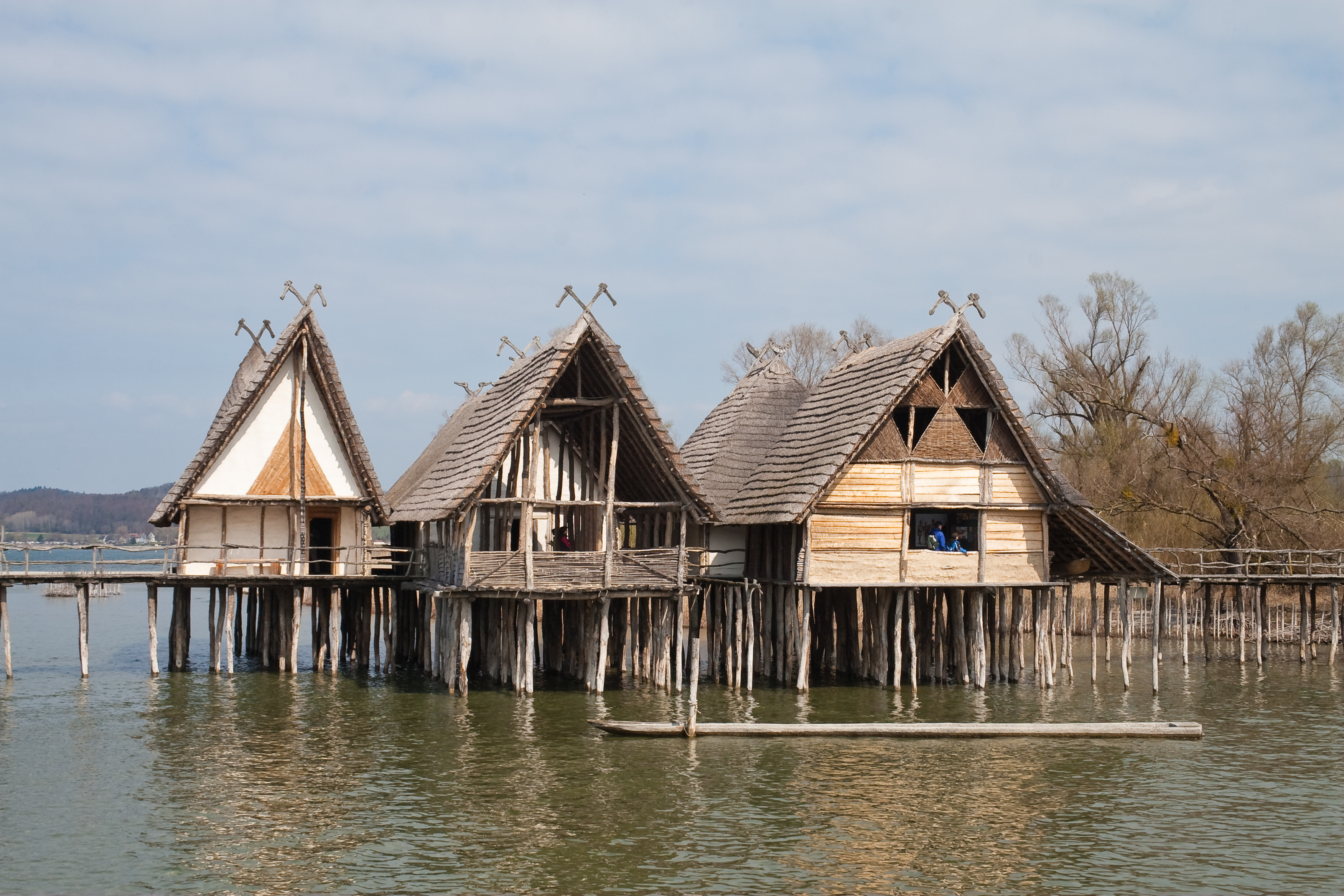
Pfahlbaumuseum Unteruhldingen

### Unteruhldingen und Leutkirch
Vojkffy brachte sich auch in die Erforschung der Unteruhldinger Pfahlbauten ein und hatte einen guten Kontakt zum dortigen Grabungsleiter Hans Reinerth. Nach dem Krieg vermachte er dem „Forschungsinstitut für Vor- und Frühgeschichte am Bodensee“ neben wertvollen Buchbeständen auch seine Sammlung von Fundstücken aus der älteren und mittleren Steinzeit, die er bei Schloss Zeil im Gebiet von Reichenhofen gemacht hatte.

## Abstammung
1. Janko, Graf Vojkffy von Vojkovic, Klokoc und Trebinje (* 26. Januar 1850; † 23. Mai 1897 in Karlovac)
 ⚭ 1879 Pauline, Gräfin Fugger (* 9. Januar 1857 in Klagenfurt; † 11. August 1886 auf Schloss Meiselberg bei Maria Saal in Kärnten), Tochter des Erblichen Reichsrats der Krone Bayern Karl Ludwig Fugger von Babenhausen (1829–1906).
  1. Christoff (* 29. November 1879 in Oroslavje; † 18. März 1970 auf Schloss Zeil bei Reichenhofen).
  2. Janka  (* 12. März 1881 in Klagenfurt; † 25. Februar 1968 in Dillingen a. d. Donau)
  3. Hubert (* 27. Mai 1883 in Klagenfurt; † 17. Juni 1962 in Donauwörth)
⚭ Prinzessin Margit von Arz-Vasegg (* 1893).[1]

## Sammlungen
- Vojkffy gab die meisten der Fundoriginale aus Oberstdorf in die Prähistorische Staatssammlung nach München, wo sie bis auf etwa 60 zumeist Radiolarit-Objekte aus der Grabung Tiefenbach-Ochsenberg (Jehlefelsen) durch einen Bombenangriff im Zweiten Weltkrieg verloren gingen.[1]
- Das Pfahlbautenmuseum Unteruhldingen beherbergt neben einer Anzahl weiterer Sammlungen zum Thema Vorgeschichte auch eine von Christoph Graf Vojkffy betitelt mit „Schloss Zeil u. Umgebung / Allgäu, Paläolithikum und Mesolithikum, 1930er bis 50er Jahre“[3]

## Veröffentlichungen
- 1934: Steine sprechen. In: Oberstdorfer Gemeinde- und Fremdenblatt. Erneut kommentiert in der Zeitschrift Unser Oberstdorf 18, 1991, S. 103 ff. (über die Grabung Jehlefelsen).
- 1936: Wildemännlesagen und Urallgäuer; Der Jehlefels bei Tiefenbach. Sonderdruck aus dem Oberstdorfer Gemeinde- und Fremdenblatt, Nr. 441936, Oberstdorf, 1936, Verbund-ISN: BV021034733
- 1936/37: Das „weidende Rentier“ von Thayngen. In: IPEK. Jahrbuch für prähistorische und ethnographische Kunst  11, S. 127–128.
- 1955: Die Geschichte der Erforschung der Weinberghöhlen. In: Lothar Zotz: Das Paläolithikum in den Weinberghöhlen bei Mauern. Band 2, Röhrscheid, Bonn, S. 9ff.
- 1961/62: Großwild und Jagd in der späteren Altsteinzeit. Vorzeit am Bodensee, H. 1–4, 1–9.
- 1965: Altamira., Vorzeit, H. 1/2, 11–14.

Über die Grabungsberichte hinaus ist bei Vojkffy darauf hinzuweisen, dass er als paläontologischer Experte spätestens in seinen beiden letzten Lebensjahrzehnten immer wieder zitiert und zu Fachfragen herangezogen wurde. Die Wiedergabe der kurzgefassten Hinweise und Klarstellungen würde den Rahmen dieses Abschnitts überfordern.